# Alakülä
Alakülä (de ä op het eind wijst op een Võro-oorsprong van de naam) is een plaats in de Estlandse gemeente Võru vald, provincie Võrumaa. In 2021 telde de plaats 51 inwoners.
Alakülä heeft de status van dorp (Estisch: küla, Võro: külä). Tot in oktober 2017 hoorde Alakülä bij de gemeente Sõmerpalu. In die maand werd Sõmerpalu bij de gemeente Võru vald gevoegd.
De naam van het dorp betekent ‘dorp in het vlakke land’. De naam van het noordelijke buurdorp Mäekülä betekent ‘dorp in het heuvelland’.

## Ligging
De Põhimaantee 2, de hoofdweg van Tallinn via Tartu naar de grens met Rusland, loopt door het dorp en vormt voor een deel de grens met Mäekülä. Aan de westkant van het dorp vormt de rivier Võhandu de grens met het dorp Sõmerpalu. Aan de zuidkant komt de Tugimaantee 69, de secundaire weg van Võru via Sangaste naar Tõrva, door het dorp. Ten zuiden van die weg grenst Alakülä over een afstand van ca. 500 meter aan het meer Vagula järv.
In de buurt van de Tugimaantee 69 ligt de vroegere herberg Soe kõrts. Het gebouw dateert uit het midden van de 19e eeuw. Ook een schuur die bij de herberg hoorde is bewaard gebleven.

## Geschiedenis
Alakülä ontstond uit een groepje boerderijen in het dorp Osula op het landgoed van Sommerpahlen (Sõmerpalu). In 1766 werd het landgoed gesplitst in vier delen. Het grondgebied van het latere Alakülä viel nu onder het landgoed Jerwen (Järvere), dat in 1867 weer bij Sõmerpalu kwam. Alakülä werd voor het eerst genoemd als zelfstandig dorp in 1926 onder de naam Järvere-Ala. In 1937 heette het Järvere-Alaküla, in 1970 Ala-Järvere en pas vanaf 1997 Alakülä.

## Foto's

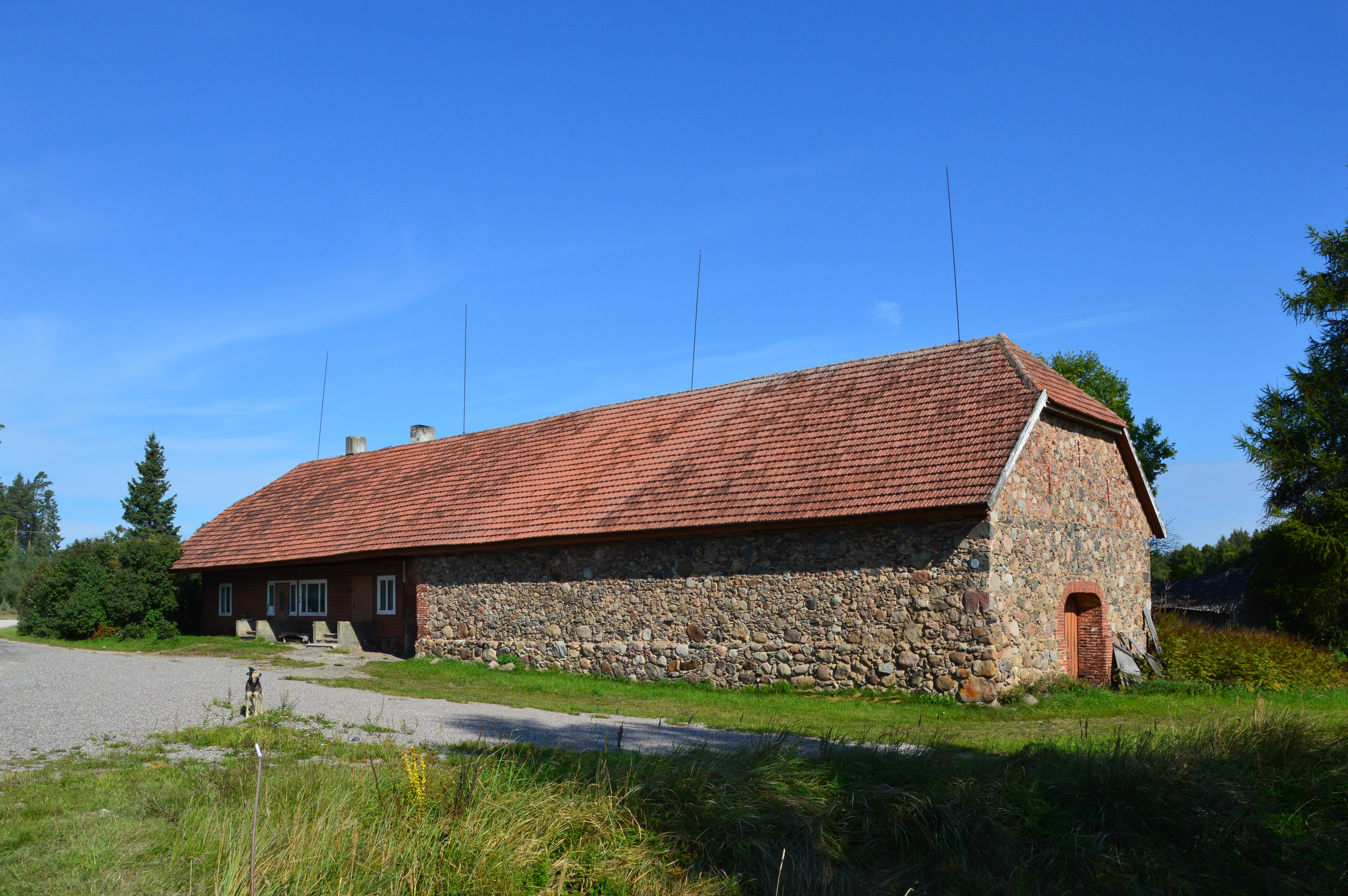
De herberg Soe kõrts
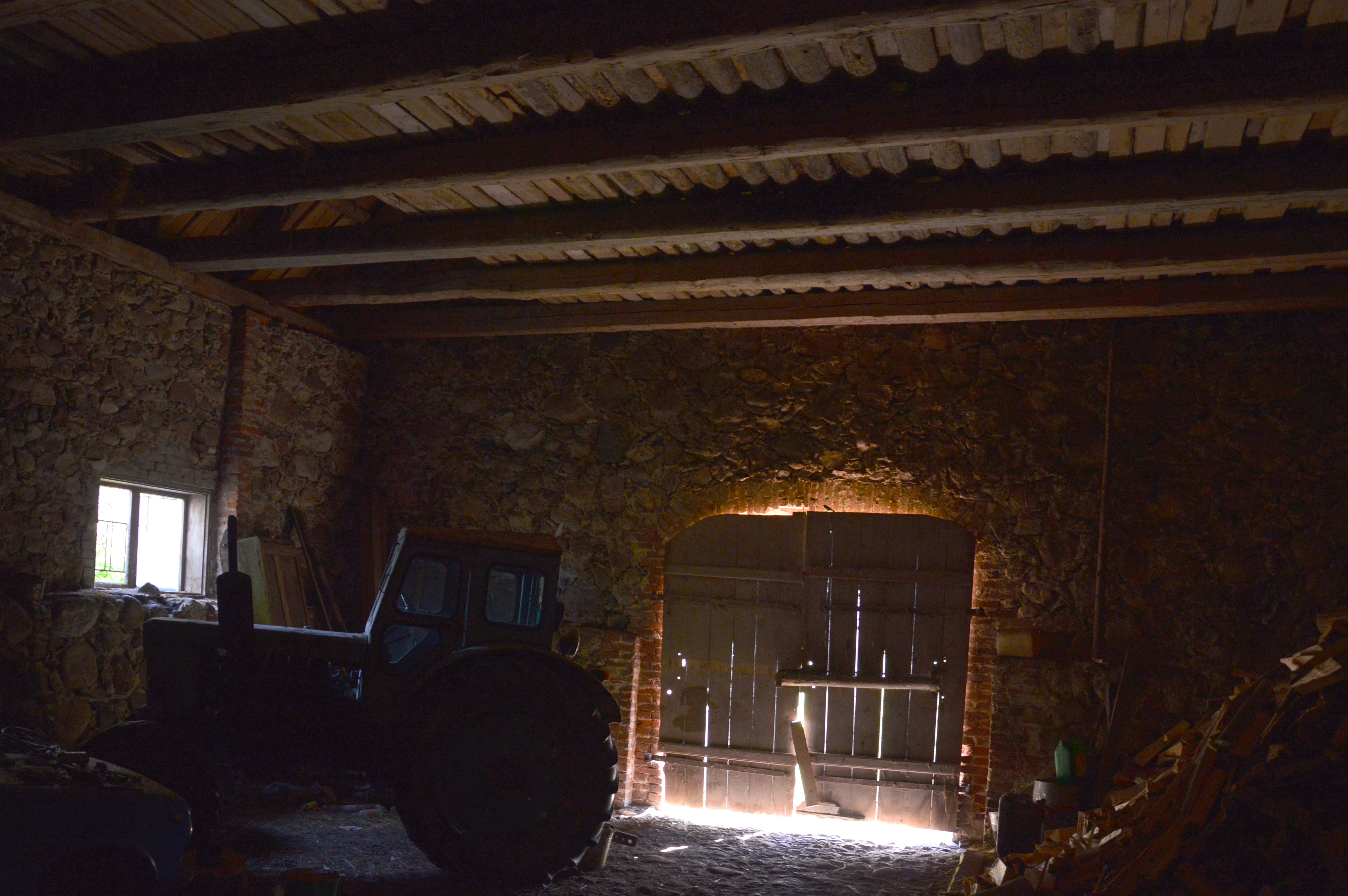
De voormalige stal
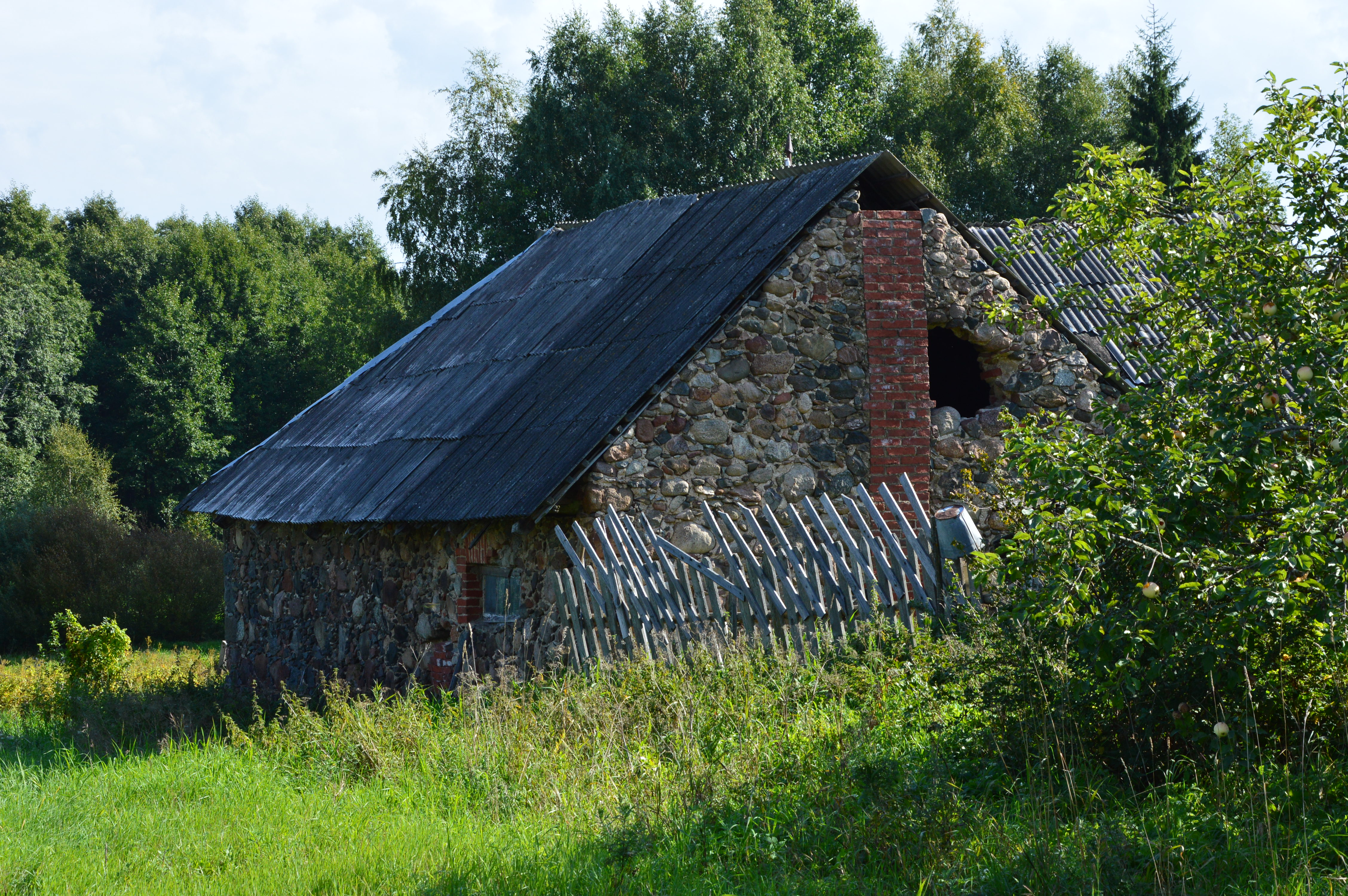
De schuur